# Санчес, Кейтлин
Кейтлин Санчес (англ. Caitlin Sanchez; род. 17 января 1996) — американская актриса, наиболее известная своей озвучкой  Даши, в мультсериале Nickelodeon «Даша-путешественница».

## Ранняя жизнь
Родилась в Энглвуде, в штате Нью-Джерси, в музыкальной семье. В возрасте четырёх лет начала играть на фортепиано и участвуя в различных музыкальных фестивалях получила премию «Молодой композитор 2004» за исполнение собственных джазовых композиций. Выступала на таких площадках как, New Jersey Performing Arts Center, Victoria Theatre, и дважды удостоилась премии Tito Puente Musical Scholarship Award twice в 2005 и 2007 годах. Стала мультиплановым призёром конкурса Hispanic Youth Showcase, проходившего в Нью-Джерси.
Является страстным фанатом джаза. Любит слушать Джона Колтрейна, Телониуса Монка, Бада Пауэлла и певцов — Эллу Фитцджеральд и Билли Холидей.

## Карьера
В 2008 году, Санчес взяла на себя роль семилетней главной героини мультсериала «Даша-путешественница», после того как предыдущая актриса озвучивания Кэтлин Херлс оставила шоу. Была выбрана из 600 девочек, пробовавшихся на кастинге. В дальнейшем она продолжала озвучивать Дашу вплоть до 2012 года, когда её заменила Фатима Птачек.
После этого Санчес снималась в различных рекламных роликах, а также появилась в таких сериалах как, «Закон и порядок: Специальный корпус», (Лупе Ройяс в эпизоде «Дядя» 2006) и «Помадные джунгли» (в роли Сении, дочери персонажа Карлоса Понса). Также снялась в независимом фильме «Фиби в Стране чудес»
Исполнила национальный гимн США во время игры NBA.

## Фильмография
- 2006: Закон и порядок: Специальный корпус — Лупе Ройяс (1 эпизод)
- 2008: Даша-путешественница — Даша (Tелесериал; 2008—2012)
- 2008: Фиби в Стране чудес — Моника
- 2008: Помадные джунгли — Селия Вега
- 2008: Даша спасает снежную принцессу — Даша
- 2009: Даша спасает кристальное королевство — Даша
- 2009: Рождественское приключение Даши — Даша
- 2011: Баллет Даши — Даша
- 2011: Приключения Даши в заколдованном лесу — Даша
- 2012: Секреты Атлантики — Даша
- 2012: Даша-рыцарь — Даша

## Дискография
- Dora's Party Favorites[англ.]
- Dora’s Christmas
- We Did It! Dora’s Greatest Hits

## Награды и номинации
- 2009 40th NAACP Image Awards: Выдающаяся молодая актриса/Детская программа — Даша-путешественница
- 2009 Imagen Awards: Лучшая актриса телевидения — Даша-путешественница
- 2010 41st NAACP Image Awards: Выдающаяся молодая актриса/Детская программа — Даша-путешественница
- 2010 Imagen Awards: Лучшая актриса телевидения — Даша-путешественница